# Pancrazio De Pasquale
Pancrazio Antonino De Pasquale (Giardini-Naxos, 6 agosto 1925 – Roma, 26 settembre 1992) è stato un politico italiano, già presidente dell'Assemblea regionale siciliana e parlamentare europeo.

## Biografia
Consigliere al Comune di Messina. Nel 1952 sposa Simona Mafai. Fu eletto nel 1958 deputato alla Camera nella III e confermato nella IV legislatura per il Blocco del Popolo e per il PCI, fino alle dimissioni nel 1967, venendo sostituito da Giuseppe Antonio Bottaro.
Divenne nel 1968 deputato all'Assemblea regionale siciliana nella VI, e poi VII e VIII legislatura, e fu presidente del Gruppo parlamentare del PCI. Fu eletto presidente dell'ARS nel 1976, e lo restò fino al 1979, quando si dimise per ricandidarsi alle prime elezioni europee. 
Viene poi eletto alle elezioni europee del 1979, venendo anche confermato nel 1984. A Strasburgo è stato presidente della commissione per la politica regionale e l'assetto territoriale, membro della commissione per il regolamento e le petizioni e della delegazione al comitato misto Parlamento europeo/Corti spagnole.
Durante la sua militanza nel PCI si è sempre attestato sulle posizioni dei "miglioristi", ma dopo la svolta della Bolognina aderì a Rifondazione Comunista; con il PRC fu eletto ancora deputato alla Camera alle elezioni politiche del 1992; muore pochi mesi dopo all'età di 67 anni, da parlamentare in carica.